# Pinehurst (Carolina del Nord)
Pinehurst és una població dels Estats Units a l'estat de Carolina del Nord. Segons el cens del 2000 tenia 9.706 habitants, el 2010 ja eren 13.124.

## Demografia
Segons el cens del 2000, Pinehurst tenia 9.706 habitants, 4.510 habitatges i 3.310 famílies. La densitat de població era de 261,3 habitants per km².